# Consolidated Stock Exchange

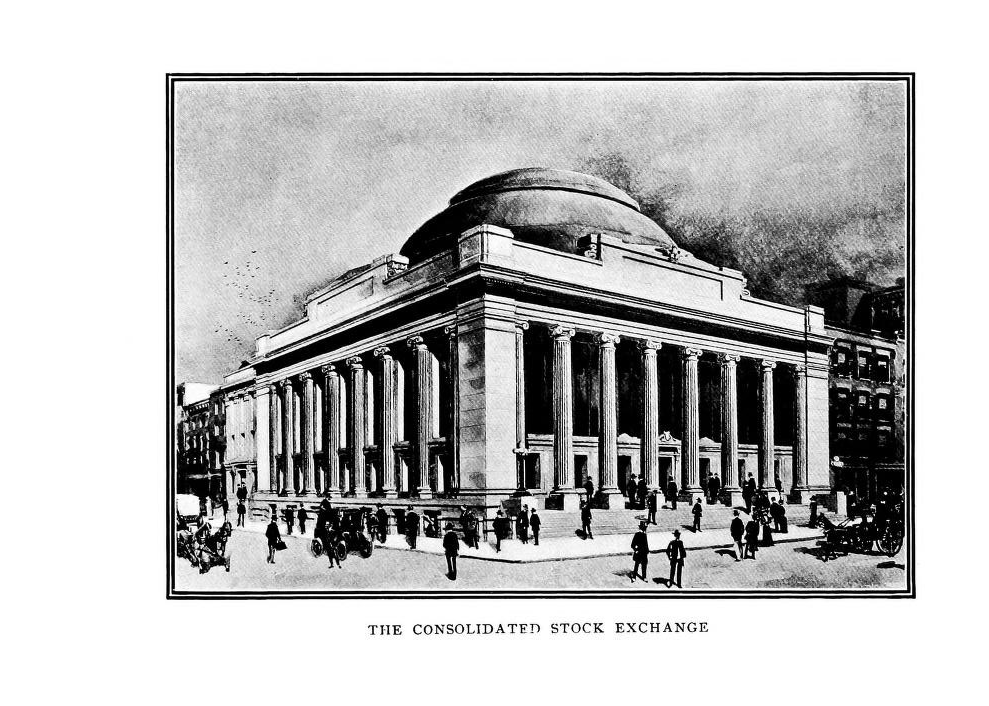
Dessin vers l'année 1907, de la Consolidated Stock Exchange of New York qui était également connue sous le nom de New York Consolidated Stock Exchange

Le Consolidated Stock Exchange est un marché boursier nord-américain fondé en 1875 sous le nom de "New York Mining Stock Exchange", qui a ensuite fusionné avec d'autres marchés boursiers spécialisés dans le pétrole et dans les mines, pour devenir le principal rival du New York Stock Exchange.

## Histoire
En 1863, la bourse new-yorkaise prend officiellement le nom de New York Stock Exchange (NYSE) et déménage deux ans plus tard au 10-12, Broad Street, mais un marché parallèle existe, en particulier sur les petites sociétés productrices de pétrole en Pennsylvanie, au moment où émerge la Bourse des valeurs de Pittsburgh. Se crée aussi à New York, un Open Board of Stock Brokers.
Après la Crise bancaire de mai 1873, qui affecte les chemins de fer et les banques, plusieurs marchés boursiers américains se spécialisent dans l'échange d'actions minières, car l'or et l'argent sont des placements refuge.
Ainsi est fondée en 1874 la Bourse des valeurs de Saint-Louis puis le 1er janvier 1875 à Denver, le "Colorado Mining Stock Exchange", future Bourse de Denver, qui périclite peu après face à la concurrence des places de l'est. 
Le 1er novembre 1875 est fondé un "New York Mining Stock Exchange" (NMSE), basé au 60 à Broadway, présidé par John Stanton Jr, où l'action la plus échangée est celle de la société new-yorkaise Lacrosse Gold Mining, implantée dans le Nevada. Il fusionne en 1877 avec l'"American Mining and Stock Exchange", fondé en mai 1876, qui a lui-même absorbé peu après le "New-York Open Gold and Stock Exchange". Le NMSE cote aussi 4 mines de cuivre, Calumet et Hecla, Atlantic, Franklin, National, ou encore le conglomérat Allouez Copper, qui tire son nom de la découverte de statues de cuivre dès 1660 par le père Claude-Jean Allouez au Pays du cuivre.
En 1883, cet ensemble agglomère aussi le "National Petroleum Exchange" pour devenir le "New-York Mining Stock and National Petroleum Exchange", qui a dès lors 479 courtiers et va absorber rapidement d'autres marchés, comme le Miscellaneous Security Board et le  New-York Petroleum Exchange and Stock Board, le 28 février 1885. La nouvelle institution est rebaptisée "Consolidated Stock and Petroleum Exchange" puis "Consolidated Stock Exchange of New York" . 
Sur le marché rival du New York Stock Exchange, les volumes d'échanges sont en 1880-1884 deux fois plus élevés que sur la période précédente immédiate, celle de 1875-1879. Les deux marchés sont ouverts 300 jours par an, et le New York Stock Exchange sera ouvert une demi-journée tous les samedis jusqu'en 1914. Selon le The New York Times, le nombre de sociétés cotées sur NYSE double entre 1875 et 1884. Plus de la moitié des commissions facturées par les courtiers sont à 0,25 dollar mais la majorité augmente. Les actions les plus échangées sont celles de la Western Union et des chemins de fer. 
Lors de sa formation en 1885, le marché boursier du Consolidated Stock Exchange (CSE) recourt à une chambre de compensation et réunit 2403 membres, le nombre le plus élevé du pays après le New York Produce Exchange, parmi lesquels 400 sont aussi membres du New York Stock Exchange (NYSE). Jusque là, des Gentlemen's agreement existaient entre le NYSE et ses rivaux New-York, pour ne pas coter les mêmes actions, et les deux derniers avaient accès aux cours du premier pour avoir la tendance générale. 
En 1885, les membres demandent la création d'un département pour les actions de chemin de fer. Les négociations avec le New York Stock Exchange, pour se répartir les secteurs échouent. Le 20 mars 1886, le CSE décide de coter tous les secteurs d'activité. Il a déjà 2403 membres. Il décide d'ouvrir une demi-heure avant le NYSE et de facturer des commissions deux fois moindres. Il capte au total 11,21 % des échanges mais 99,5 % sur certains titres et en moyenne 74,8 % sur ceux de l'Indice Dow Jones. Le NYSE a alors un volume d'échanges de 14,7 millions d'actions par jour.
Les échanges sur le NYSE et le CSE entre 1885 et 1909:
| Années                                                   | 1885 | 1886 | 1887 | 1888 | 1889 | 1890 | 1891 | 1892 | 1893 | 1894 | 1895 | 1896 | 1897 | 1898 | 1899 | 1900 | 1901 | 1902 | 1903 | 1904 | 1905 | 1906 | 1907 | 1908 | 1909 |
| Nombres de sociétés cotées au NYSE                       | 114  | 117  | 98   | 127  | 130  | 160  | 140  | 146  | 145  | 149  | 144  | 167  | 168  | 195  | 209  | 221  | 229  | 223  | 254  | 255  | 255  | 265  | 277  | 269  | 263  |
| Nombres de sociétés cotées au NYSE avec du volume        | 55   | 72   | 72   | 78   | 96   | 80   | 59   | 99   | 82   | 78   | 79   | 90   | 77   | 136  | 155  | 151  | 158  | 134  | 121  | 128  | 176  | 161  | 151  | 111  | 149  |
| Nombres de sociétés du NYSE cotées au CSE avec du volume | 18   | 24   | 33   | 39   | 41   | 30   | 21   | 55   | 39   | 25   | 24   | 29   | 20   | 34   | 38   | 40   | 44   | 37   | 49   | 53   | 48   | 49   | 35   | 35   | 61   |

En 1885, plus de 2,05 millions d'actions de sociétés minières changent de mains sur le CSE et en 1886, ce sont plus de 4 millions puis en 1887 plus de 10,65 millions, soit un quintuplement en deux ans, ainsi que plus d'un million de certificats sur les pipe-line de pétrole. Le 8 septembre 1887, le marché se dote d'un imposant bâtiment au croisement des rues de Broadway et d'Exchange Place à Manhattan.
En février 1922, le marché boursier a été choqué par la faillite de plusieurs maisons de courtage. Plusieurs des sociétés de Bourse se sont effondrées, malgré les efforts pour lever 102.000 dollars afin d'effectuer des recapitalisations.
Le procureur général de New-York Albert Ottinger commence à mener des investigations en décembre 1922 et identifie des manquements à la réglementation, qui avait été durcie au début de la décennie.
Le 24 mars 1926, les détails d'une réorganisation de la Bourse ont été rendus publics mais n'ont pas suffi. Elle a fermé au printemps 1926.